# Taxa de rejeição
Taxa de rejeição (às vezes confundida com a taxa de saída) é um termo de marketing de internet usado em análise de tráfego web. Ele representa a porcentagem de visitantes que entram o site e então vão embora (rejeitam-no) ao invés de continuar a ver outras páginas do mesmo site.
A taxa de rejeição é uma medida da efetividade de um website em encorajar os visitantes a continuar com suas visitas. É expressa como uma porcentagem, e representa a proporção de visitas que terminam na primeira página do site que o visitante vê.

## Propósito
Taxas de rejeição podem ser usadas para determinar a efetividade ou desempenho de uma página de entrada em gerar interesse em visitantes. Uma página de entrar com uma baixa taxa de rejeição significa que a página efetivamente causa aos visitantes a vontade de ver mais páginas e continuar mais a fundo dentro do site.
Altas taxas de rejeição tipicamente indicam que o site não está tendo um bom trabalho de atrair o interesse continuado dos visitantes.

## Ressalvas
Ao passo que taxas de rejeição que tenham como amplitude o site todo possam ser uma métrica útil para sites com passos de conversão bem-definidos requerendo múltiplas visualizações de páginas, as taxas podem ser de valor questionável para sites onde os visitantes têm grande probabilidade de encontrar o que desejam na página onde entraram. Este tipo de comportamento é comum em portais web e sites de conteúdo de referência.
Por exemplo, um visitante buscando a definição de uma palavra particular pode entrar em um site de dicionário online na página de definição daquela palavra, apenas. Similarmente, um visitante que deseje ler sobre um texto noticioso específico pode entrar em um site de notícias em um artigo escrito sobre aquela história, apenas.
Estes exemplos mostram que, apesar destas páginas terem uma "taxa de rejeição" acima de 80% (portanto aumentando a média do site como um todo), ainda assim elas podem ser consideradas como tendo sucesso.